# Anaxita vetusta
Anaxita vetusta är en fjärilsart som beskrevs av Embrik Strand 1911. Anaxita vetusta ingår i släktet Anaxita och familjen björnspinnare. Inga underarter finns listade i Catalogue of Life.